# 穆塔
穆塔（發音：[ˈmuːta]），是斯洛維尼亞北部穆塔市鎮最大的聚居地及行政中心，也是科羅統計區的中心。傳統上，它是下施蒂里亞的一部分，因為它是施蒂里亞公國的一部分。Muta Bistrica 河（斯洛文尼亞語：Mučka Bistrica）流經該鎮，並匯入德拉瓦河。

## 教堂
當地的堂區教堂是獻給聖瑪格麗特的，屬於天主教馬里博爾總教區。它在1349年的書面文件中首次被提及。在17世紀擴建。穆塔還有另外兩座教堂。位於 Spodnja Muta 小村莊的施洗約翰教堂是一座11世紀的羅馬式圓形大廳，增加了一個早期的哥德式聖殿。14世紀的壁畫在教堂中倖存下來，木製彩繪天花板來自16世紀末和17世紀初。聚居地南部德拉瓦河岸邊的教堂是獻給聖彼得，是一座建於13世紀的晚期羅馬式單中殿建築，經過幾個世紀的各種改建。

## 外部連結
- 维基共享资源上的相關多媒體資源：穆塔
- Muta on Geopedia （页面存档备份，存于）